# 弱肩龙属
弱肩龙（属名：Adynomosaurus，意为“肩部虚弱的蜥蜴”，指其发育欠佳的肩胛骨）是鸭嘴龙科赖氏龙亚科恐龙的一个属，生存于晚白垩世的西班牙加泰罗尼亚。

## 发现与命名
2019年，模式种兼唯一种神秘弱肩龙（Adynomosaurus arcanus）由艾伯特·皮雷托－马奎兹（Albert Prieto-Marquez）、维克多·方德维拉（Víctor Fondevilla）、艾伯特·塞雷斯（Albert G. Selles）、乔纳森·瓦格纳（Jonathan R. Wagner）和安格·加罗巴特（Angel Galobart）等人命名、叙述，文章发表于古生物学期刊《白垩纪研究》上。属名取自希腊语adýnamos（“虚弱的”）、-mos（“肩”）和sauros（“蜥蜴”），是指肩胛骨未完全发育的形态。种名arcanus在拉丁语中意为“神秘的”，指目前还不清楚的比利牛斯山区域的鸭嘴龙类演化关系。
正模标本MCD 7125（Museu de la Conca Dellà, Isona, Lleida, Spain）是一块左肩胛骨，为该地区出土的34块骨骼中的一块，其它骨骼亦被归入该属，包括颈椎、骶椎、尾椎、胸椎、部分骨盆及部分前肢和后肢。化石发现地所在的Costa de les Solanes地区位于马斯特里赫特阶岗克组（Conques Formation）岩层之上。

## 分类
弱肩龙是鸭嘴龙科赖氏龙亚科的成员，与咸海龙、似鸭龙、牙克煞龙、青岛龙、似凹齿龙和其它已知最原始的赖氏龙亚科形成多分支关系。